# 果刺蛾属
果刺蛾属（学名：Vipaka）是刺蛾科的一属。

## 下属物种
本属包括以下物种：
- 尼维果刺蛾 Vipaka niveipennis (Hering, 1931)